# In Bruges

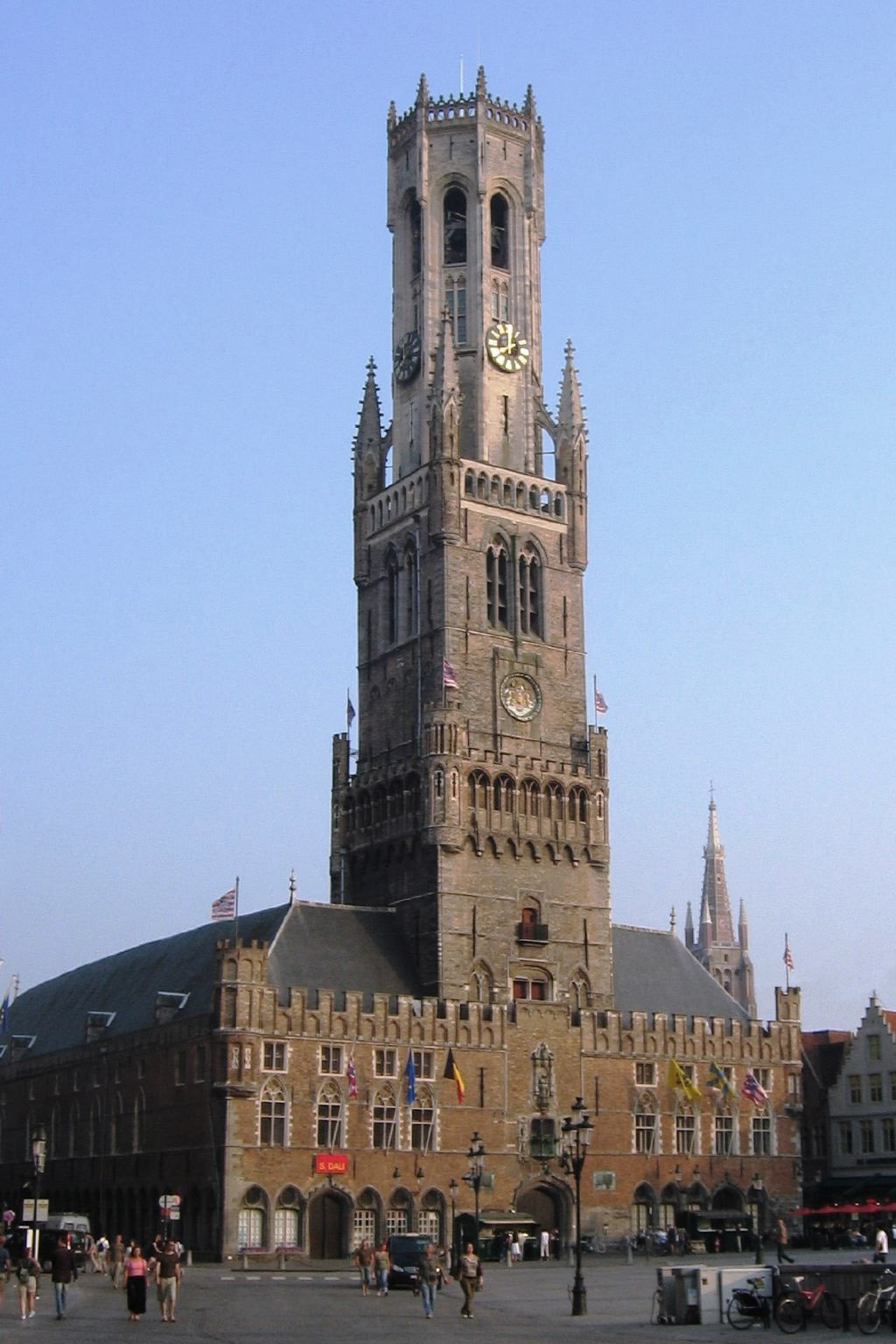
Belfort van Brugge

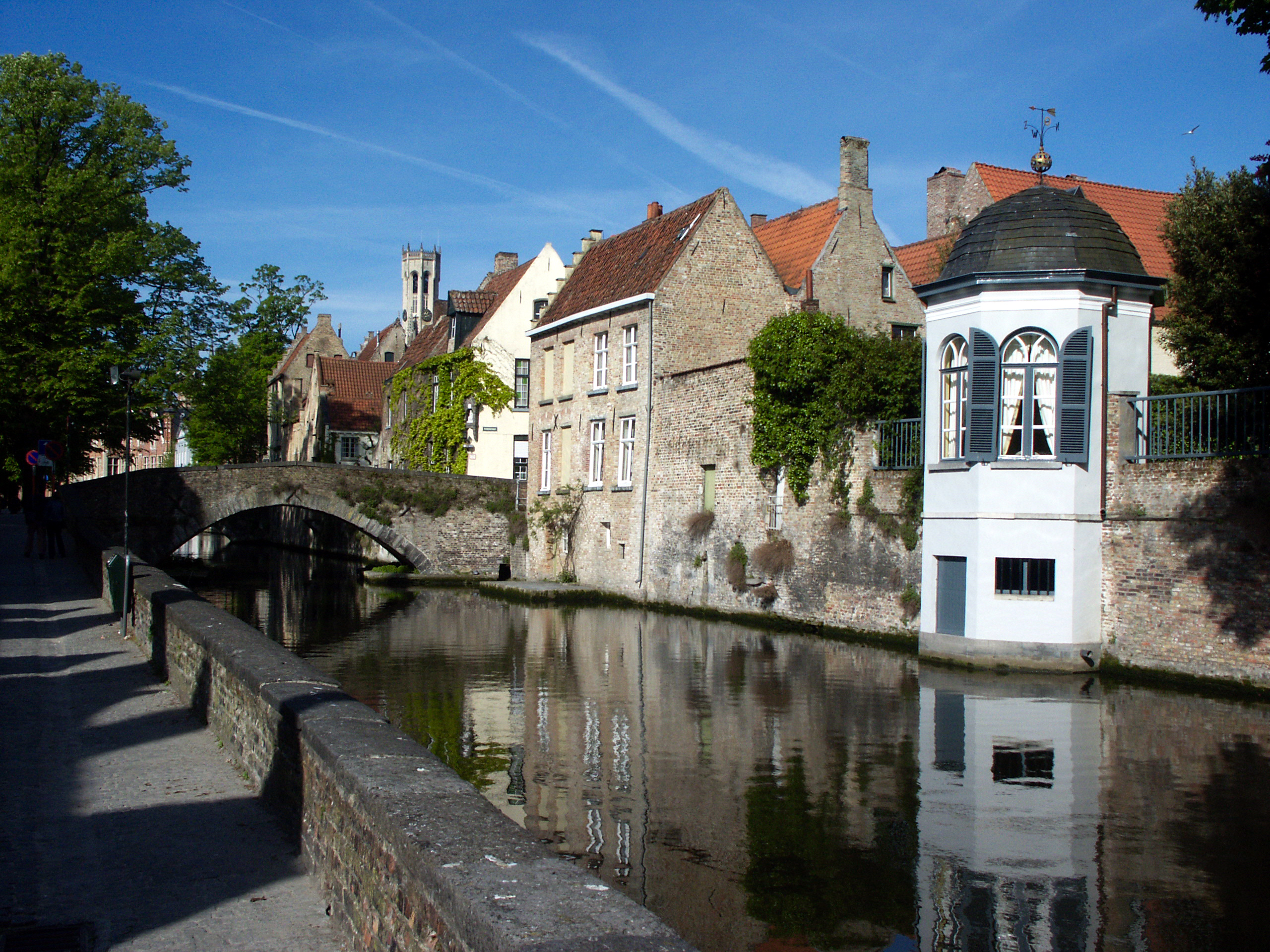
Kanaal in Brugge

In Bruges is een Britse-Amerikaanse misdaadkomedie uit 2008 die grotendeels in de stad Brugge werd opgenomen (de rest in Londen). De film werd geregisseerd door Martin McDonagh, die het verhaal zelf schreef met Brugge als beoogde locatie.
In Bruges werd genomineerd voor een Academy Award voor beste scenario. Meer dan tien prijzen werden de film daadwerkelijk toegekend, waaronder zowel een BAFTA Award als een British Independent Film Award voor beste scenario, een Golden Globe voor de beste komische rol (Colin Farrell) en een Golden Trailer Award voor de originaliteit.

## Verhaal
Tijdens zijn eerste opdracht vermoordt huurmoordenaar Ray in Londen behalve de priester die hij van zijn baas moest omleggen, per ongeluk ook een klein jongetje. In opdracht van zijn baas Harry Waters duikt hij samen met zijn oudere en ervarener collega Ken onder in Brugge, waar ze wachten op verdere instructies. Ken bezoekt de bezienswaardigheden en middeleeuwse gebouwen en vermaakt zich wel. Ray vindt Brugge daarentegen een shithole en  besteedt zijn tijd alleen aan drinken en malen over de dood van het kind. Op een nacht gaat hij met Ken kijken op een filmset, waar de acteur en lilliputter Jimmy bezig is met opnames. Ray ontmoet er Chloë, een lokale drugdealer die als productieassistente meewerkt aan de film. Hij wordt verliefd. Tijdens hun eerste afspraakje raakt Ray in gevecht met een koppel Canadezen wanneer hij het opneemt voor Chloë. Later die avond valt Chloë's ex-vriend, Eirik Ray aan met een pistool. Ray overmeestert hem en beschiet Eirik van dichtbij met een losse flodder uit zijn eigen revolver. Hierdoor raakt Eirik aan één oog blind. Ray neemt het pistool, de munitie en de drugs mee. Eirik is eigenlijk Chloë's partner, met wie ze op dit soort afspraakjes mannen in de val laat lopen en berooft. Ray vindt ze niettemin echt leuk.
Ray en Ken komen Jimmy weer tegen in een café en bouwen een feestje met hem en twee prostituees. Jimmy vertelt — onder invloed van cocaïne — zijn standpunt ten opzichte van zwarte lilliputters. Hij gelooft dat er ooit een wereldoorlog komt tussen blanken en zwarten waarin ook blanke en zwarte lilliputters tegenover elkaar zullen staan. Ken vertelt dat zijn overleden vrouw zwart was en besluit weg te gaan.
De dood van het jongetje blijft Ray achtervolgen, zelfs nu hij verliefd is op Chloë. Samen met Ken staat hij stil bij het schilderij Het Laatste Oordeel en filosofeert hij over hoe dit voor hun zal uitpakken, als het echt bestaat. Ken later ontvangt een telefoontje van Harry, die hem opdraagt Ray te vermoorden. Het vermoorden van een kind is volgens hem onvergeeflijk, zelfs als dat per ongeluk is gebeurd. Ken haalt een pistool op bij een Russisch contact van Harry in Brugge en vindt Ray in een park. Hij besluipt Ray van achteren, maar vlak voordat hij wil schieten ziet hij dat Ray zelf een revolver tegen zijn eigen slaap zet en er een eind aan wil maken. Ken voorkomt dit en ontfermt zich over Ray. Hij negeert hiermee de opdracht die zijn baas gaf. Hij beveelt Ray te stoppen met zijn werk als huurmoordenaar en zet hem op een willekeurige trein weg uit Brugge. Ken belt Harry op en vertelt hem over zijn verzet. De woedende Harry vertrekt naar Brugge, waar hij een pistool en zwaar kaliber munitie ophaalt bij zijn contact, die een kennis blijkt te zijn van Eirik.
Kort nadat de trein van Ray vertrok uit Brugge, wordt die stopgezet en wordt Ray gearresteerd vanwege de schermutseling tegenover de Canadezen uit het restaurant. Chloë betaalt de borg voor Ray en samen drinken ze wat in het centrum van Brugge. Ondertussen ontmoeten Harry en Ken elkaar, waarna ze het belfort van Brugge beklimmen. Ken biedt zijn leven aan in ruil voor dat van Ray. Harry wil Ken niet vermoorden, maar ook niet compleet ongeschonden weg laten komen met zijn verzet en schiet Ken in zijn been. Eirik betrapt Ray nabij op een terras en vertelt Harry hierover. Ken valt Harry aan om te voorkomen dat die alsnog achter Ray aan gaat en wordt daarbij ernstig geraakt in de nek na een schot van Harry. Deze laatste spoedt zich de trap af, terwijl Ken teruggaat naar de top van de toren en ervanaf springt. Als getuige van dit voorval, staat Ray Ken bij, die hem vertelt over Harry.
Ray rent terug naar het hotel, met Harry op zijn hielen. De zwangere eigenares van het hotel Marie laat Harry niet verder. Na een woordenwisseling in het trappenhuis, stelt Ray voor dat hij vlucht via het kanaal achter het hotel, zodat Harry hem daar eventueel kan achtervolgen en beschieten. Ray springt vanuit het raam op een passerende boot, maar Harry schiet hem van een afstand in de rug. Harry kan de gewonde Ray met gemak achtervolgen naar de filmset. Op de filmset is Jimmy verkleed als klein jongetje. Als Harry Ray driemaal in de rug schiet, blijkt Jimmy's hoofd aan flarden te zijn geschoten. Harry ziet de romp aan voor die van een kind, en pleegt uit principe zelfmoord. De ernstig gewonde Ray wordt behandeld door ambulancebroeders, omringd door bewoners van Brugge. Als hij Chloë ziet, hoopt hij dat hij blijft leven. Op dat ogenblik verliest hij zijn bewustzijn. Zijn verdere lot blijft onduidelijk.

## Rolverdeling
| Acteur          | Personage        |
| --------------- | ---------------- |
| Colin Farrell   | Ray              |
| Brendan Gleeson | Ken              |
| Ralph Fiennes   | Harry Waters     |
| Clémence Poésy  | Chloë Villette   |
| Jordan Prentice | Jimmy            |
| Thekla Reuten   | Marie            |
| Jérémie Renier  | Eirik            |
| Eric Godon      | Yuri             |
| Željko Ivanek   | Canadese toerist |
| Anna Madeley    | Denise           |
| Ciarán Hinds    | priester         |

## Trivia
- Farrell speelde een jaar voor In Bruges uitkwam ook een man die na een moord verteerd wordt door zijn schuldgevoel in Cassandra's Dream.
- Fiennes schiet Jimmy neer die op dat moment verkleed is als Harry Potter. Fiennes speelt Voldemort in de Harry Potter franchise waarin hij ook Harry tracht te doden.